# アダム・フロウシェク
アダム・フロウシェク（チェコ語: Adam Hloušek, 1988年12月20日 - ）は、チェコスロバキア（現チェコ）・リベレツ州トゥルノフ出身のサッカー選手。ポジションはDF。FCヴィクトリア・プルゼニ所属。チェコ代表でもある。

## 経歴
2006年にチェコのFKバウミト・ヤブロネツでプロキャリアをスタート。2009年にSKスラヴィア・プラハへ移籍。2011年冬に1.FCカイザースラウテルンへ期限付き移籍し、ドイツ・ブンデスリーガデビューを果たした。2011-12シーズンにはFKバウミト・ヤブロネツへ移籍するも出場機会がなく古巣のSKスラヴィア・プラハにレンタル移籍した。
2012-13シーズンには1.FCニュルンベルクへ完全移籍。2シーズンで39試合出場した。
2014年6月2日、VfBシュトゥットガルトへ2018年までの4年契約で完全移籍した。
2016年1月31日、レギア・ワルシャワへ2019年シーズン終了までの3年半契約で完全移籍した。

## 代表歴
各年代のチェコ代表を経験。2009年10月にチェコ代表に初選出され、10月14日の北アイルランド代表戦で代表初キャップを果たした。

## タイトル
レギア・ワルシャワ
- ポーランド・カップ : 2015-16, 2017-18